# Ana Đokić
Ana Đokić (en cirílico Ана Ђокић, Aranđelovac, 9 de febrero de 1979) es una ex jugadora de balonmano serbia y montenegrina que jugaba de central. 

## Trayectoria
Đokić fue parte de la selección montenegrina más exitosa de la historia, ganando la medalla de plata en los Juegos Olímpicos de Londres 2012 y el oro en el Campeonato de Europa de 2012 celebrado en Serbia. Además, participó en el Campeonato Mundial de Balonmano Femenino de 2011 en Brasil.
En los Juegos Mediterráneos de 2005 celebrado en Almería, consiguió la medalla de plata tras perder con España en la final.

### Clubes
Đokić comenzó su carrera en el ŽRK Knjaz Miloš antes de trasladarse al ŽORK Napredak Kruševac. Entre 2002 y 2008 jugó en el club húngaro Győri ETO KC, con el que conquistó la liga húngara en 2005, 2006 y 2008, y la Copa de Hungría en 2005, 2006, 2007 y 2008.
En la temporada 2008-2009 se incorporó al club croata ŽRK Podravka, con el que ganó tanto el campeonato como la copa nacional. Posteriormente, disputó tres temporadas con el ŽRK Budućnost de Montenegro, actuando como central. Allí sumó a su palmarés la Recopa de Europa de 2010, la Liga de Campeones en 2012, y tres títulos consecutivos de liga y copa montenegrinas.
En el verano de 2012 fichó por el equipo ruso GK Rostov-Don, con el que ganó la Copa de Rusia en 2013. Tras ese logro, anunció su retirada, pero poco después decidió continuar en activo tras recibir una oferta del club macedonio ŽRK Vardar. Con Vardar ganó la liga y la copa de Macedonia en 2014. Al finalizar esa temporada, puso fin definitivamente a su carrera profesional.
En las competiciones de clubes, su mayor éxito es la Liga de Campeones de la EHF femenina que ganó con el ŽRK Podravka Koprivnica que ganó en 2012 y la Recopa de Europa de 2009.

#### Trayectoria de clubes
- ...-1998:  Knjaz Miloš
- 1998-2002:  Napredak Kruševac
- 2002-2008:  Győri ETO KC
- 2008-2009:  Podravka Koprivnica
- 2009-2012:  Budućnost Pogdorica
- 2012-2013:  Rostov-Don
- 2013-2014:  Vardar Skopje

## Premios y galardones

### Selección
- 1 x Medalla de plata en los Juegos Olímpicos de Londres (2012)
- 1 x Medalla de oro en el Campeonato de Europa (2012)

### Clubes
- 1 x Liga de Campeones (2012)
- 1 x Recopa de Europa (2010)
- 3 x Liga de Hungría
- 4 x Copa de Hungría
- 1 x Liga de Croacia
- 1 x Copa de Croacia
- 3 x Liga de Montenegro
- 3 x Copa de Montenegro
- 1 x Copa de Rusia
- 1 x Liga de Macedonia
- 1 x Copa de Macedonia